# Crosse (sport ancien)
Pour les articles homonymes, voir Crosse.
La crosse est une forme de soule (aussi nommé « soule à la crosse »), ancêtre du hockey sur gazon, pratiquée au moins depuis le XIIIe siècle en France avec un bâton, la crosse, et une balle,. Deux crossetiers, fabricants de crosse, figurent sur le livre de taille de Paris à cette époque.
La balle pouvait être en bois ou en pierre. Les règles étaient très variables : sous certaines formes, le jeu était proche de l'actuel golf, tandis que d'autres le rapprochaient du hockey. Cette dernière version de sport collectif reste pratiquée en Bretagne jusqu'au XIXe siècle et en Normandie jusqu'à la Seconde Guerre mondiale.
La crosse est à nouveau pratiquée en Normandie depuis 2001 (coupe et championnat depuis 2005) — notamment dans le Nord Cotentin, la région de Caen, le bocage virois, la pointe de Caux, la vallée de la Risle et le Roumois, Jersey — entre deux équipes de 4 à 6 joueurs. La balle peut entrer dans le but — appelé viquet — de tous les côtés. Le viquet renversé vaut également un but, même si c'est la défense qui est à l'origine de l'action. Ce sport est aussi appelé choule à la crosse. Sa pratique a êté inscrite à l'inventaire du patrimoine culturel immatériel en France en 2012.